# Elektra (Theben)
Elektra (altgriechisch Ἠλέκτρα Ēléktra) ist eine Person aus der griechischen Mythologie. Sie war eine Schwester des Kadmos. Nach ihr soll das Elektra-Tor in Theben benannt worden sein. Sie ist wohl mit Elektra, der Tochter des Atlas, identisch.
Quelle ist Pausanias, sowie Scholien zu Apollonios von Rhodos. Eigentlich ist die Plejade Elektra als Mutter der Harmonia, somit als Schwiegermutter des Kadmos, überliefert. Diese Tradition wird jedoch nur bei Diodor überliefert. Da Harmonia nach konventioneller Genealogie aber Tochter des Ares und der Aphrodite ist, andererseits eine Schwester des Kadmos namens Elektra sonst nicht belegt ist, herrscht hier Unklarheit.
Bei Nonnos erscheint als Harmonisierung beider Traditionen Elektra als Erzieherin der Harmonia.